# Anand Satyanand
Anand Satyanand (ur. 22 lipca 1944 w Auckland) – prawnik nowozelandzki, działacz państwowy, gubernator generalny Nowej Zelandii w latach 2006–2011.
Jego przodkowie na początku XX wieku przenieśli się z Indii na Fidżi, a rodzice osiedlili się w Nowej Zelandii. Uczęszczał do szkół w Auckland, w 1970 na tamtejszym uniwersytecie uzyskał dyplom bakałarza praw (Bachelor of Laws). Pracował jako adwokat, w 1982 został mianowany sędzią. W tym charakterze, specjalizując się w sprawach karnych i cywilnych, pracował kolejno w Palmerston North, Waitakere, Otahuhu i Auckland. W 1995 został powołany na ombudsmana i pełnił tę funkcję przez dwie pięcioletnie kadencje do lutego 2005.
W kwietniu 2006 został desygnowany na gubernatora generalnego Nowej Zelandii. Objął stanowisko 23 sierpnia 2006, po upływie kadencji Silvii Cartwright (przez kilkanaście dni od 4 do 23 sierpnia 2006 funkcję gubernatora pełniła tymczasowo Sian Elias, przewodnicząca Sądu Najwyższego). Był pierwszym w dziejach gubernatorem generalnym, który sprawował ten urząd, nie mając tytułu szlacheckiego. Otrzymał go dopiero po ponad dwóch latach urzędowania, w marcu 2009 roku.
Jest żonaty, ma troje dzieci.